# Conseil national de l'Union de Birmanie
 (septembre 2019).
Le Conseil national de l'Union de Birmanie (en abrégé CNUB ; en birman ပြည်ထောင်စုမြန်မာနိုင်ငံအမျိုးသားကောင်စီ, prononcé [pjìdàʊɴzṵ mjəmà nàɪɴŋàɴ əmjóðá kàʊɴsì]) est une ancienne organisation de l'opposition en Birmanie, composée de représentants de groupes armés et d'organisations politiques exilées. L'organisation a été créée le 22 septembre 1992 et visait à instaurer un système fédéral démocratique en Birmanie.